# Rio Arara
Rio Arara är ett vattendrag i Brasilien, på gränsen till Peru. Det ligger i den västra delen av landet, 2 800 km väster om huvudstaden Brasília.
I omgivningarna runt Rio Arara växer i huvudsak städsegrön lövskog. Trakten runt Rio Arara är nära nog obefolkad, med mindre än två invånare per kvadratkilometer.